# Кориолан (фильм)
«Кориола́н» (англ. Coriolanus) — драматический триллер режиссёра Рэйфа Файнса. Сюжет основан на одноимённой трагедии Уильяма Шекспира. В главных ролях снялись Джерард Батлер и Рэйф Файнс. Мировая премьера фильма состоялась 14 февраля 2011 года в основной конкурсной программе 61-го Берлинского кинофестиваля, в России премьеру перенесли на январь 2012 года. В картине был сохранён шекспировский слог, но при этом режиссёр перенёс действия с древнеримских улиц в современный антураж.

## Сюжет
Фильм начинается с новостных сюжетов о начинающемся голоде в Риме и переходит к гражданскому выступлению перед центральным элеватором с требованием хлеба. Войсками, охраняющими элеватор, командует Гай Марций. Он высказывает своё презрительное мнение о народе Рима, и солдаты разгоняют выступающих. Затем следует сцена, в которой Тулл Авфидий допрашивает пленного римского солдата и узнает от него о волнениях в Риме, а потом убивает его. Съемку допроса просматривает военный совет Рима, и Гай Марций вызывается напасть на вольсков и уничтожить их.
Идёт бой в городе Кориолы. При этом в фильме солдаты Рима одеты и снаряжены как солдаты одной из стран НАТО, а солдаты-вольски используют автоматы семейства Калашникова и похожи на парамилитарные формирования стран Третьего мира. Бой заканчивается поединком на ножах между Марцием и Авфидием, но разорвавшийся рядом снаряд оглушает противников и подчиненные забирают своих командиров. Авфидий, увидев на улице расстрелянную семью вольсков, признается, что из пяти боев с Марцием он не выиграл ни одного, и отказывается далее следовать правилам честного боя.
Сенат Рима приветствует героя и в честь победы нарекает его Гаем Марцием Кориоланом. Марций выдвигает свою кандидатуру на место римского консула. На следующий день во время заседания сената Кориолан покидает зал, когда читают список его побед. Сенаторы одобряют его назначение консулом, необходима только поддержка народа, для получения которой будущий консул обязан показать шрамы, полученные на службе Риму. Кориолан неохотно выходит к народу и старается избежать публичной демонстрации шрамов, но всё-таки получает признание. Но двое трибунов от народа боятся потерять своё положение при смене консула и вносят смуту среди граждан. Народ устраивает выступление, которое приводит к изгнанию Марция из Рима.
Спустя время Кориолан приходит в город Анциум, где находит ставку Авфидия, и предлагает ему пойти на Рим войной. Общими усилиями они быстро подходят к стенам Рима. Вольски начинают всё больше почитать Кориолана и в знак этого бреют голову, чтобы походить на него; а парикмахерское кресло служит для него троном. Сенат же посылает к Кориолану для переговоров сначала его бывшего подчиненного Тита Ларция, а позже его друга-сенатора Менения, но в обоих случаях безрезультатно. Менений, вернувшись, перерезает себе вены. Для переговоров прибывают мать Марция, его сын, его жена и подруга жены, в результате чего Кориолан, смягчившись, соглашается подписать мир с Римом.
Подписав соглашение о мире, Кориолан привозит бумагу Авфидию, но тот, оскорблённый, убивает Марция.

## В ролях
- Рэйф Файнс — Гай Марций Кориолан
- Джерард Батлер — Тулл Авфидий
- Брайан Кокс — Менений Агриппа
- Ванесса Редгрейв — Волумния
- Джессика Честейн — Виргилия
- Джон Кани — генерал Коминий
- Джеймс Несбитт — Сициний Велут
- Пол Джессон — Юний Брут
- Лубна Азабал — Тамора
- Ашраф Бархом — Кассий
- Славко Штимац — лейтенант вольсков
- Драган Миканович — Тит Ларций
- Гарри Фенн — молодой Марций
- Джон Сноу — ведущий новостей

## Награды и номинации
- 2011 — участие в основном конкурсе Берлинского кинофестиваля
- 2011 — Премия британского независимого кино за лучшую женскую роль второго плана (Ванесса Редгрейв), а также номинация за лучший режиссёрский дебют (Рэйф Файнс)
- 2012 — номинация на премию BAFTA за лучший дебют британского режиссёра, сценариста или продюсера (Рэйф Файнс)

## Интересные факты
- Съёмки фильма проходили в Сербии и Черногории.
- Пол Джессон в 1998 году исполнял роль Кориолана в радиопостановке спектакля на канале BBC, а также появлялся в роли «Первого гражданина» в другом фильме по этому произведению — «Трагедия Кориолана» (1984 года)[2].
- Два участника актерского состава фильма появлялись в лентах о Ганнибале Лектере: Брайан Кокс снимался в картине «Охотник на людей», а Рэйф Файнс — в её ремейке «Красный дракон». Там герой Файнса желал превратиться в дракона, а в фильме «Кориолан» Менений говорит о главном герое: «Марций из человека стал драконом: у него выросли крылья и ползать ему больше незачем.»[2]. Кроме того, в последних сценах видно, что у Кориолана на затылке появилась татуировка с изображением дракона — у его героя из «Красного дракона» также на спине была татуировка с изображением гравюры Уильяма Блейка «Большой красный дракон и жена, облечённая в солнце».
- Сцена драки между Джерардом Батлером и Рэйфом Файнсом снималась в течение двух дней[2].